# Ласков, Хаим
Хаим Ласков (14 апреля 1919, Борисов, ныне Беларусь — 8 декабря 1982) — израильский генерал, 5-й начальник Генерального штаба Армии обороны Израиля.

## Детство и юношество
Хаим Ласков родился в Борисове, в семье Мойше Ласкова и Еты Гиршфельд. В 1925 году семья переехала в подмандатную Палестину и поселилась в Хайфе, где они жили в нищете. После того, как в 1930 году отец Хаима был убит арабами, матери пришлось одной воспитывать пятерых детей. Ещё юношей Хаим Ласков вступил в ряды Хаганы, где проходил службу в различных подразделениях, включая «Специальные ночные отряды», которые организовал Чарльз Уингейт (1903—1944) в ходе арабского восстания 1936—1939 года в Палестине для организованного отпора погромщикам и бандитам.
Ласков также служил личным курьером Яакова Дори, который в дальнейшем стал первым начальником Генерального штаба Армии Обороны Израиля. Чтобы принять личное участие во Второй мировой войне, в 1940 году Ласков вступил в ряды Британской армии, где служил на разных должностях, а после создания в 1944 году Еврейской бригады принял в её составе участие в боевых действиях на итальянском фронте. В 1945 году был демобилизован в звании майора.
По окончании войны Хаим Ласков остался в Европе, где оказывал содействие нелегальной (в обход запретов британских мандатных властей) иммиграции евреев в Палестину через Алия Бет. Кроме того, Ласков принял участие во множестве акций возмездия против нацистов и коллаборационистов. По возвращении в Палестину возглавил службу безопасности Палестинской Электрической Компании (англ. Palestine Electric Company), созданной ещё в 1923 году выпускником Петроградского технологического института Петром Моисеевичем Рутенбергом при поддержке министра колоний Уинстона Черчилля. Одновременно вновь вступил в ряды Хаганы.

## Служба в армии Израиля
В начале войны за независимость в 1948 году Хаиму Ласкову было поручено проведение программы обучения призывников. Он организовал первый офицерский курс, из числа выпускников которого была сформирована бригада, участвовавшая в операции «Нахшон». В мае 1948 года Ласков вернулся в Латрун в должности командира первого израильского танкового батальона, действовавшего совместно с 7-й бригадой. При проведении операций «Пальмовое дерево» (захват Назарета и Нижней Галилеи) и «Хирам» (захват Верхней Галилеи) исполнял обязанности командира целой бригады. По окончании боевых действий был повышен в звании до генерал-майора и вернулся к исполнению прежней должности начальника программы обучения призывников.
Несмотря на то, что Хаим Ласков никогда не был лётчиком, его назначили на должность главнокомандующего военно-воздушных сил Израиля. Во время его нахождения на этой должности на вооружение страны поступили реактивные истребители Глостер «Метеор». После выхода в отставку с воинской службы Хаим Ласков изучал философию, экономику и политологию в Великобритании. Помимо этого, он продолжил и обучение в военных областях.
В 1955 году вернулся в Израиль, где получил назначение на должность заместителя и главы отдела военной разведки Генерального штаба. После ряда разногласий с начальником Генерального штаба Моше Даяном, Хаим Ласков был разжалован с понижением до должности командующего танковыми войсками. В этой должности он руководил 77-й дивизией, которая во время Суэцкого кризиса в 1956 году наступала на северном направлении (сектор Газа — Эль-Ариш — Кантара). Принял должность командующего Южным военным округом после гибели в авиакатастрофе Асафа Симхони. В этой должности Ласков отвечал за вывод израильских войск с Синайского полуострова.

## В должности начальника Генштаба
В возрасте 39 лет, в 1958 году Хаим Ласков был назначен на должность начальника Генштаба. Его назначение произошло на фоне объединения Египта с Сирией в Объединённую Арабскую Республику 31 января этого же года и потенциальной опасности для безопасности Израиля исходящей после этого объединения. Два месяца спустя произошла артиллерийская перестрелка между сирийскими и израильскими войсками над озером Кинерет. Столкновения длились два дня, пока стороны не договорились о перемирии.
24 апреля 1958 года Хаим Ласков руководил большим военным парадом в Иерусалиме по поводу десятилетней годовщины независимости Израиля. Парад прошёл несмотря на предупреждения Иордании, которая расценивала это, как акт агрессии. Во время парада Ласков продемонстрировал новейшее израильское вооружение, а также технику, захваченную у Египта на Синайском полуострове и у Сирии около озера Хула.
6 ноября Сирия возобновила артобстрел Галилеи, в то время, когда израильские рабочие были заняты работами по осушению части озера Хула, для приобретения большей территории под сельское хозяйство. Под командованием Ласкова был открыт ответный огонь.
Одним из самых больших скандалов во время нахождения Ласкова на должности начальника Генштаба было проведение неожиданных тренировок для резервистов 1 апреля 1959 года. О начале мобилизации было сообщено по радио под кодовым названием «Водная птица», из-за этого, последующий скандал вошёл в историю под названием «Ночь уток». Это было настолько неожиданно, что во всей стране началась паника и армии соседствующих государств были приведены в полную боевую готовность. Следственная комиссия установила, что за всем этим фиаско стоят генерал-майор Меир Зореа, высокопоставленный офицер генерального штаба, а также Йехошафат Харкаби, шеф военной разведки Израиля. После этого оба ушли в отставку.
В следующие месяцы конфликт между Израилем и Сирией продолжился. 31 января вооружённые силы Израиля атаковали сирийскую деревню англ. Twafik на Голанских высотах, обосновывая свои действия тем, что Сирия использует её для своих воинских подразделений, чтобы обстреливать израильские деревни в Галилеи. Во время операции погибли три израильских солдата.
Хаим Ласков уходит в отставку 1 января 1961 года после относительно тихого для Израиля периода, который нарушался лишь перестрелками с сирийскими войсками. Во время пребывания в должности начальника Генштаба Хаим сконцентрировал своё внимание в основном на усилении израильской армии: на вооружение поступила первая подводная лодка, кроме того во Франции были приобретены истребители-бомбардировщики Дассо «Супер Мистэр». Не задолго до отставки премьер-министр Давид Бен-Гурион сообщил, что Израиль построил свой первый ядерный реактор вблизи Димона и что этот реактор используется только в мирных целях.

## Демобилизация
В 1961 году Ласкова назначают генеральным директором портового ведомства. За время пребывания в должности в Ашдоде был разработан и построен порт. Сегодня порт в Ашдоде является важным звеном для импорта и экспорта для Израиля. Помимо того, он продолжал писать книги о военном обучении и опубликовал множество статей в специальных военных журналах. В 1972 году он становится первым Омбудсменом ответственным за вооружённые силы. Эту должность он занимал более 10 лет, до своей смерти.
После Войны Судного дня в 1973 году входил в состав комиссии Аграната, созданной для обнаружения ошибок и упущений, которые привели к этой войне.